# Hermonassa nigriventris
Hermonassa nigriventris är en fjärilsart som beskrevs av Charles Boursin. Hermonassa nigriventris ingår i släktet Hermonassa och familjen nattflyn. Inga underarter finns listade i Catalogue of Life.